# Edmund Käbisch
Edmund Käbisch (* 9. Januar 1944 in Waldenburg, Schlesien) ist ein deutscher evangelischer Pfarrer. Er gilt als ein Wegbereiter der Friedlichen Revolution in der Stadt Zwickau. Seit den Nuller Jahren entwickelte er eine umfangreiche publizistische Tätigkeit, die sich auf das tiefgreifende Studium der Stasi-Akten stützte. Er organisierte zahlreiche Veranstaltungen im Zeichen der Versöhnung in Wahrheit und erhielt dafür die Anerkennung des sächsischen Ministerpräsidenten (Stanislaw Tillich) und des Bundespräsidenten (Horst Köhler).

## Leben
Edmund Käbisch stammt aus Schlesien. Der Vater war Soldat, die Mutter Verkäuferin im Einzelhandel.
Käbisch verbrachte, nachdem die Familie im August 1946 aus Niederschlesien vertrieben wurde, seine Kindheit in und um Kamenz bei Bautzen. Er hat vier Geschwister. Sein Vater war nach dem Krieg selbstständig, seine Mutter war mithelfende Ehefrau und versorgte die fünf Kinder.
In Kamenz besuchte Käbisch die Grund-, Mittel- und Abendoberschule. Nach einer Lehre als Elektromonteur ging er zum Theologiestudium an die Universität Leipzig. 
1964 verweigerte er den Wehrdienst mit der Waffe in der NVA, was das Ende des Studiums oder auch Haft hätte bedeuten können, denn der Wehrersatzdienst („Bausoldat“) war in der DDR erst seit Herbst 1964 gestattet.
Er ist verheiratet mit Renate Käbisch, geborene Heber und hat drei Söhne. Sein Sohn David Käbisch war Professor für Religionspädagogik.

## Wirken
1970 wurde Käbisch Pfarrer in Quesitz bei Leipzig. 1979 promovierte er an der Universität Leipzig mit einer Arbeit über Das Gebet in Jugendgottesdiensten.
1981 wurde Käbisch zum zweiten Pfarrer (Archidiakon) am Dom St. Marien in Zwickau gewählt. Wegen seines Engagements für „Problembürger“ (z. B. Haftentlassene, Arbeitslose, Ausreisewillige) wurde er gemaßregelt.
Das Ministerium für Staatssicherheit setzte im Laufe der Jahre 65 inoffizielle Mitarbeiter auf ihn an. Bei der Staatssicherheit wurden diese Maßnahmen der „Zersetzung“ im Rahmen des Operativen Vorgangs (OV) „Kontrahent“ eingesetzt.
1999 wurde Käbisch mit 55 Jahren in den Ruhestand versetzt. Hintergrund waren Konflikte mit seiner Landeskirche um die von Käbisch betriebene Forschung zur Verstrickung der Kirche mit dem Ministerium für Staatssicherheit und staatlichen Stellen in der DDR.
Bis 2007 war er Religionslehrer an einem Gymnasium und Patientenfürsprecher in einer städtischen Klinik. Er ist Gründungsmitglied des (Selbsthilfe-)Vereins „D.A.V.I.D. gegen Mobbing in der evangelischen Kirche“.
Weiterhin setzte sich Käbisch für die Würdigung der Zwickauer Malerin Tatjana Lietz ein, die 1998 Zwickauer Ehrenbürgerin wurde. Zu ihrer Beerdigung am 16. März 2001 hielt er die Trauerrede und schrieb auch einen entsprechenden Beitrag für das Buch „Bilderwelten – Tatjana Lietz“ (2002).
Im Rahmen der Arbeit mit Jugendlichen betreute er deren Ausstellung „Christliches Handeln in der DDR“. Dabei wurde Edmund Käbisch überregional bekannt, weil der auch Käbisch bespitzelnde ehemalige inoffizielle Stasimitarbeiter Holm Singer (IM „Schubert“), den die Stasi 1980 angeworben hatte, um evangelische Jugendgruppen zu infiltrieren, im März 2008 vor dem Landgericht Zwickau eine einstweilige Verfügung wegen Verletzung seines Persönlichkeitsrechts (Nennung des Klarnamens) erwirkte. Die Ausstellung musste daraufhin vorläufig abgebrochen werden. Ende März 2010 entschied das Gericht, dass Käbisch den Klarnamen von „IM Schubert“ öffentlich machen darf. „Die Tätigkeit des IM, der sein früheres Tun mehrfach zugegeben habe“, sagte der zuständige Richter, „sei von historischem Interesse“ (Aktenzeichen 1 O 1275/08).
Seit vielen Jahren engagiert sich Käbisch im Zwickauer Bündnis für Demokratie und Toleranz.
2019 erschien sein ausführlicher Rückblick (444 Seiten) auf seine Versuche, eine Gesprächsebene mit ehemaligen Widersachern zu finden – „Erinnerungen an Gespräche mit ehemaligen Offizieren und Inoffiziellen Mitarbeitern des MfS sowie SED-Funktionären“.

## Publikationen
- 1979: Das Gebet in Jugendgottesdiensten. Eine theologisch-praktische Untersuchung, dargestellt an Modellen in Leipzig. Universität Leipzig., Theologische Fakultät, Dissertation A, 1979. DNB 810115352
- 2002: Mein Alltag als evangelischer Pfarrer in Zwickau. Beitrag (43 Seiten) in: Der Schein der Normalität. Alltag und Herrschaft in der SED-Diktatur. Herausgeber und Einleitung: Clemens Vollnhals und Jürgen Weber, Vorwort von Heinrich Oberreuter. Olzog-Verlag, München 2002, ISBN 978-3-7892-8077-1.
- 2002: Spuren aus den Akten zur Malerin Tatjana Lietz. Beitrag in: Tatjana Lietz. Bilderwelten. Herausgegeben von Christian Siegel, Chemnitzer Verlag, Chemnitz 2002, ISBN 978-3-928678-79-7.
- 2006: Erinnerungen an meine Arbeit am Dom. Beitrag in: Zur Zukunft gehört die Erinnerung. Bildungswerk für Kommunalpolitik Sachsen e.V., Redaktion: Ursula Philipp, BKS-Verlag, Hoyerswerda 2006, ISBN 978-3-934534-98-8.
- 2007: Das Fanal von Falkenstein. Eine Studie über die Zersetzung der Kirche durch die Stasi nach der Selbstverbrennung des Pfarrers Rolf Günther.  La Colombe, Moers 2007, ISBN 3-929351-27-7.[17]
- 2010: Akteure der Friedlichen Revolution. Didaktische Impulse und Materialien für den Geschichts-, Ethik- und Religionsunterricht aus der Region Zwickau. Mit David Käbisch, Geleitwort von Joachim Gauck, La Colombe 2010, ISBN 978-3-929351-32-3.[18]
- 2011: Zumutbare Wahrheiten. Erfahrungen mit der Aufarbeitung der beiden deutschen Diktaturen in der Landeskirche Sachsens. 125 Seiten. Vorwort: Martin Böttger, La Colombe, Moers 2011, ISBN 978-3-929351-34-7.[19]
- 2011: Politisch Verfolgte in der DDR. Materialien und Kopiervorlagen für den Geschichts-, Ethik- und Religionsunterricht aus der Region Zwickau. Geleitwort: Martin Böttger. La Colombe, 2011, ISBN 978-3-929351-36-1.[20]
- 2013: Tu deinen Mund auf für die Schwachen. Zwangssterilisation und Euthanasie während des Nationalsozialismus. Arbeitsmaterialien und Arbeitsblätter für den Geschichts-, Ethik- und Religionsunterricht. 93 Seiten. Geleitwort von Stanislaw Tillich. La Colombe, Moers 2013, ISBN 978-3-929351-39-2.[21]
- 2015: Von der Verfolgung zum Widerstand. Menschen auf dem Weg zur Friedlichen Revolution. Materialien und Kopiervorlagen für den Geschichts-, Ethik- und Religionsunterricht. Geleitwörter von Joachim Gauck, Stanislaw Tillich und Martin Böttger. La Colombe, Moers 2015, ISBN 978-3-929351-44-6.
- 2019: Lange Schatten meiner Stasi-Bearbeiter. Erinnerungen an Gespräche mit ehemaligen Offizieren und inoffiziellen Mitarbeitern des MfS sowie SED-Funktionären. Vorwort von Roland Jahn, Nachwort von Gisela Kittel. La Colombe, Moers 2019, ISBN 978-3-929351-49-1.
- 2023: Der Wahn der reinen Rasse. Eine Dokumentation der juristischen Aufarbeitung der NS-Medizinverbrechen in SBZ und DDR für eine politische Bildungsarbeit. 347 Seiten. Geleitwort: Carsten Michaelis (Landrat). Nachwort von Dr. Boris Böhm.[22] Editions La Colombe 2023.[23] ISBN 978-3-929351-57-6.
  - Impulse für eine politische Bildungsarbeit. Begleitheft zum Buch. 48 Seiten. Mit Illustrationen von Christian Siegel. Editions La Colombe 2023. DNB 1307399320